# Leigh Scott
Leigh Scott (* 18. Februar 1972 in Milwaukee, Wisconsin) ist ein US-amerikanischer Filmregisseur, Filmproduzent, Filmeditor und Drehbuchautor, der auch als Schauspieler in Erscheinung tritt.

## Leben
Scott debütierte im Filmgeschäft im Jahr 1998 als Regisseur und Drehbuchautor der Komödie Art House. Im gleichen Jahr inszenierte er mit Venice Beach Girls eine weitere Komödie. Erst in den 2000er Jahren trat er Leigh wieder in Erscheinung. Zunächst produzierte er 2002 den Film Jane White Is Sick & Twisted, zudem war er als Schauspieler in Traumpaar wider Willen zu sehen.
2005 drehte er mit Frankenstein Reborn seinen ersten Horrorfilm, bei dem er auch als Editor und Drehbuchautor beteiligt war. Es folgten vor allem Horrorfilme, die er für das Produktionsstudio The Asylum inszenierte. Daneben ist Leigh auch an Fantasy- und Science-fiction-Filmen beteiligt. Seit dem Jahr 2007 ist er ab und an als Kameramann aktiv.
Im Jahr 2011 drehte er die Literaturverfilmung Die Hexen von Oz, an der bekannte Schauspieler wie Christopher Lloyd, Billy Boyd und B-Stars wie Lance Henriksen und Jeffrey Combs mitwirkten. Der Film bekam 2012 sogar eine Kino-Veröffentlichung in den USA unter dem Titel Dorothy and the Witches of Oz.

## Filmografie (Auswahl)

### Als Regisseur
- 1998: Venice Beach Girls (Beach House)
- 2005: The Beast of Bray Road
- 2005: King of the Lost World
- 2006: Exorcism: Die Besessenheit der Gail Bowers (Exorcism: The Possession of Gail Bowers)
- 2006: Hillside Cannibals
- 2006: Dracula’s Curse
- 2006: Pirates of Treasure Island
- 2006: Dragon – Die Drachentöter (Dragon)
- 2007: Transmorphers
- 2011: Die Hexen von Oz (The Witches of Oz)
- 2014: Piranha Sharks
- 2023: The Little Mermaid

### Als Drehbuchautor
- 2005: The Beast of Bray Road
- 2006: Exorcism: Die Besessenheit der Gail Bowers
- 2006: Dracula’s Curse
- 2006: Dragon – Die Drachentöter
- 2007: Transmorphers
- 2007: Körperfresser 2 – Die Rückkehr (Invasion of the Pod People)
- 2014: Piranha Sharks
- 2023: The Little Mermaid

### Als Filmproduzent
- 1998: Venice Beach Girls
- 2007: Körperfresser 2 – Die Rückkehr
- 2014: Piranha Sharks